# Résolution 794 du Conseil de sécurité des Nations unies
Membres permanents
- Chine
- États-Unis
- France
- Royaume-Uni
- Russie

Membres non permanents
- Autriche
- Belgique
- Cap-Vert
- Équateur
- Hongrie
- Inde
- Japon
- Maroc
- Venezuela
- Zimbabwe

Résolution no 793 Résolution no 795
La résolution 794 est une résolution du Conseil de sécurité de l'ONU, votée le 3 décembre 1992, qui, réitérant ses résolutions 733, 746, 751, 767 et 775,
- réaffirme que toutes les parties, en Somalie, doivent mettre fin aux hostilités,
- exige que toutes les parties facilite les efforts des organisations qui viennent en aide aux populations,
- exige que toutes les parties assurent la sécurité de ces organisations,
- exige que toutes les parties mettent fin aux violations du droit international humanitaire,
- décide que les forces internationales, décidées par la résolution 775 (UNOSOM), soient mises à la disposition du secrétaire général,
- souscrit à la recommandation du secrétaire général d'instaurer des conditions de sécurité pour l'acheminement de l'aide humanitaire,
- se félicite de la proposition d'aide d'un état membre, ainsi que d'autres états membres,
- autorise les états membres à utiliser tous les moyens nécessaires à l'instauration d'un climat de sécurité,
- demande aux états membres de fournir une aide militaire,
- décide de créer une commission chargée de rendre compte de la mise en œuvre de la présente résolution,

## Texte
- Résolution 794 Sur fr.wikisource.org
- Résolution 794 Sur en.wikisource.org